# Trifluorättiksyra
Trifluorättiksyra (TFA) är en fluorerad karboxylsyra med kemisk formel CF3COOH. Ämnets salter och estrar kallas trifluoracetater eller trifluoretanoater.

## Egenskaper
TFA är en stark syra (pKa = 0,3) på grund av fluoratomernas starka elektronegativa inverkan.

## Framställning
Trifluorättiksyra framställs industriellt genom elektrosyntes av acetylklorid (CH3COCl) eller ättiksyraanhydrid ((CH3CO)2O) med vätefluorid (HF), vilket ger trifluoracetylfluorid (CF3COF) som sedan hydrolyseras i vatten och ger trifluorättiksyra.
1.  {\displaystyle {\rm {CH_{3}COCl+4\ HF\rightarrow CF_{3}COF+3\ H_{2}+HCl}}}
2.  {\displaystyle {\rm {CF_{3}COF+H_{2}O\rightarrow CF_{3}COOH+HF}}}

## Användning
TFA används som reaktant inom organisk syntes. Den används bland annat för att framställa trifluorättiksyraanhydrid ((CF3CO)2O) och 2,2,2-trifluoroetanol (C2F3H2OH).
Trifluorättiksyra används också som referensmaterial för kalibrering vid NMR-spektroskopi.